# MAN ÜL xx3
MAN ÜL xx3/RN xx3 – autobus międzymiastowy/kombi produkowany przez MAN Nutzfahrzeuge w latach 1996 - 2004 r. 

## Historia

### MAN ÜL xx3 (A01)/ÜL xx3 XL (A04)
Nowa generacja autobusów międzymiastowych została zaprezentowana w 1996 r. Producent pozycjonował model w gamie, pomiędzy luksusowym autokarem turystycznym Lion’s Star, standardowym autokarem Lion’s Comfort, a Lion’s Coach. Stylizacja czerpała z modelu Lion's Star, m.in  dużą przednią szybę (opcjonalnie - w wersji dzielonej), elipsoidalne reflektory i aerodynamiczne lusterka zewnętrzne. Początkowo oferowano w jednej wersji długości i dwóch wariantach mocy. Producent zastosował, m.in. elektroniczny system sterowania silnikiem Diesla (EDC), który zapewniał płynną pracę silnika zaraz po zimnym rozruchu, stabilną regulację biegu jałowego, optymalną pracę silnika w każdych warunkach pracy, bezdymny rozruch i przyspieszanie oraz ogólnie korzystne parametry emisji i zużycia paliwa; montaż chłodnicy po lewej stronie pojazdu, przodem do kierunku jazdy, zapewniał czyste powietrze dolotowe i zmniejszenie zanieczyszczenia chłodnicy, która jest wyposażona w hydrostatyczny napęd wentylatora, w efekcie pozwoliło skrócić przewody powietrza doładowującego i płynu chłodzącego, eliminując konieczność stosowania rur poprzecznych, które utrudniają montaż. W ramach przeprowadzonej modernizacji, w 2000 r doczekał się poszerzenia gamy o 3-osiowy model, ÜL xx3 XL (A04). Następcę, ÜL xx4 o nazwie handlowej Lion's Regio przedstawiono w 2004 r. i produkowano w tureckich zakładach MANAS. 

### MAN Lion's Comfort (A 01 H)
Obok modeli z serii ÜL xx3, niemiecki producent zaoferował wariant turystyczny/kombi o wyższym standardzie od Lion's Coach jako konkurencja dla Neoplana N 3xx K z rodziny Transliner/Euroliner i Mercedesa-Benza Integro. Różnice z bliźniaczym konstrukcyjnie międzymiastowym modelem sprowadzały się do charakteryzującej się zwiększoną wysokością podłogi i, co za tym idzie, zwiększoną pojemnością bagażnika i półek bagażowych do 2 m3, W przeciwieństwie do międzymiastowych wersji, był do końca oferowany w jednej wersji długości.   
Wnętrze dzieliło sporo elementów z Lion's Star, począwszy od całkowicie płaskiej podłogi, anatomicznie wyprofilowanych foteli, których oparcia można było swobodnie regulować (w tym ustawić w pozycji do spania) po składane podłokietniki i (opcjonalnie) podnóżki i składane stoliki.   

### Konkurencja
- Neoplan N 3xx Ü/K Euroliner
- Setra Multi Class

- Mercedes-Benz Integro
- Renault Ares

## Dane techniczne
| Nazwa modelu          | ÜL 313/353 | ÜL 313/353 XL | RN 313/353 |
| Podwozie              | MAN A01 | MAN A04 | MAN A01 H |
| --------------------- | --- | --- | --- |
| Nadwozie              | Dwuczęściowa przednia owiewka z tworzywa sztucznego wzmocnionego włóknem szklanym (GRP). Tylna owiewka składa się z pięciu części, również wykonanych z tworzywa sztucznego wzmocnionego włóknem szklanym, z pionowym połączeniem między tylną a boczną osłoną. Uchylane/Składaneplastikowe osłony kół | Dwuczęściowa przednia owiewka z tworzywa sztucznego wzmocnionego włóknem szklanym (GRP). Tylna owiewka składa się z pięciu części, również wykonanych z tworzywa sztucznego wzmocnionego włóknem szklanym, z pionowym połączeniem między tylną a boczną osłoną. Uchylane/Składaneplastikowe osłony kół | Dwuczęściowa przednia owiewka z tworzywa sztucznego wzmocnionego włóknem szklanym (GRP). Tylna owiewka składa się z pięciu części, również wykonanych z tworzywa sztucznego wzmocnionego włóknem szklanym, z pionowym połączeniem między tylną a boczną osłoną. Uchylane/Składaneplastikowe osłony kół |
| Silnik                | turbodoładowanie i intercooler, bezpośredni wtrysk wysokociśnieniowy z wtryskiwaczami wielootworowymi, elektroniczny system sterowania silnikiem Diesla (EDC), tempomat (jako opcja). | turbodoładowanie i intercooler, bezpośredni wtrysk wysokociśnieniowy z wtryskiwaczami wielootworowymi, elektroniczny system sterowania silnikiem Diesla (EDC), tempomat (jako opcja). | turbodoładowanie i intercooler, bezpośredni wtrysk wysokociśnieniowy z wtryskiwaczami wielootworowymi, elektroniczny system sterowania silnikiem Diesla (EDC), tempomat (jako opcja). |
| Skrzynia biegów       | manualna ZF S 6/85, 6 biegów (ÜL 313; RN 313) manualna S 6/1600, 6 biegów (ÜL 353; RN 353)). automatyczna skrzynia biegów ZF HP590 (ÜL 313; RN 353) | manualna ZF S 6/85, 6 biegów (ÜL 313; RN 313) manualna S 6/1600, 6 biegów (ÜL 353; RN 353)). automatyczna skrzynia biegów ZF HP590 (ÜL 313; RN 353) | manualna ZF S 6/85, 6 biegów (ÜL 313; RN 313) manualna S 6/1600, 6 biegów (ÜL 353; RN 353)). automatyczna skrzynia biegów ZF HP590 (ÜL 313; RN 353) |
| Liczba siedzeń        | 49 do 55 miejsc (w zależności od konfiguracji) 14 rzędów (drzwi podwójne): 49+1 miejsc 14 rzędów (drzwi pojedyncze): 51+1 miejsc 13 rzędów (drzwi pojedyncze): 47+1 miejsc (+4 z pełnymi miejscami siedzącymi, +1 miejsce dla przewodnika) | 16 rzędów (drzwi podwójne): 57+1 miejsc 15 rzędów (drzwi pojedyncze): 53+1 miejsc (+4 z pełnymi miejscami siedzącymi, +1 miejsce dla przewodnika) | 14 rzędów (pojedyncze drzwi): 55+1 miejsc 13 rzędów (podwójne drzwi): 51+1 miejsc 14 rzędów (podwójne drzwi): 53+1 miejsc Trzy klasyczne przykłady: 48 + 1 (drzwi środkowe), 49 + 1 (drzwi środkowe) i 51 + 1 (drzwi tylne). |
| Stanowisko kierowcy   | Fotel Isringhausen, z trzypunktowym pasem bezpieczeństwa i zintegrowanym zagłówkiem, zaprojektowany pod kątem minimalizacji obciążenia kręgosłupa. Regulacja wysokości i długości, a także optymalnego ustawienia względem zawieszonych pedałów hamulca, sprzęgła, gazu; Regulacja wysokości i nachylenia kolumny kierownicy; Ergonomiczna deska rozdzielcza wyposażona w przełączniki i dźwignie. Analogowe wyświetlacze z technologią podświetlenia jasnym światłem (jako opcja, w pełni regulowana deska rozdzielcza z wyświetlaczem LCD, stanowiącym centrum informacyjne dla kierowcy); Elektrycznie regulowane i podgrzewane lusterka zewnętrzne (lusterko krawężnikowe jako opcja); Elektryczne szyby; Przygotowanie do montażu telefonu komórkowego, radia trunkingowego lub radia CB; Panel sterowania ogrzewaniem i wentylacją kabiny pasażerskiej; przednim ogrzewaniem; Radio i magnetofon kasetowy, Sterowanie klimatyzacją, preselekcją skrzyni biegów i hamulcem postojowym. Przygotowanie pod kasę biletową z ramieniem podtrzymującym (jako opcja) | Fotel Isringhausen, z trzypunktowym pasem bezpieczeństwa i zintegrowanym zagłówkiem, zaprojektowany pod kątem minimalizacji obciążenia kręgosłupa. Regulacja wysokości i długości, a także optymalnego ustawienia względem zawieszonych pedałów hamulca, sprzęgła, gazu; Regulacja wysokości i nachylenia kolumny kierownicy; Ergonomiczna deska rozdzielcza wyposażona w przełączniki i dźwignie. Analogowe wyświetlacze z technologią podświetlenia jasnym światłem (jako opcja, w pełni regulowana deska rozdzielcza z wyświetlaczem LCD, stanowiącym centrum informacyjne dla kierowcy); Elektrycznie regulowane i podgrzewane lusterka zewnętrzne (lusterko krawężnikowe jako opcja); Elektryczne szyby; Przygotowanie do montażu telefonu komórkowego, radia trunkingowego lub radia CB; Panel sterowania ogrzewaniem i wentylacją kabiny pasażerskiej; przednim ogrzewaniem; Radio i magnetofon kasetowy, Sterowanie klimatyzacją, preselekcją skrzyni biegów i hamulcem postojowym. Przygotowanie pod kasę biletową z ramieniem podtrzymującym (jako opcja) | Fotel Isringhausen, z trzypunktowym pasem bezpieczeństwa i zintegrowanym zagłówkiem, zaprojektowany pod kątem minimalizacji obciążenia kręgosłupa. Regulacja wysokości i długości, a także optymalnego ustawienia względem zawieszonych pedałów hamulca, sprzęgła, gazu; Regulacja wysokości i nachylenia kolumny kierownicy; Ergonomiczna deska rozdzielcza wyposażona w przełączniki i dźwignie. Analogowe wyświetlacze z technologią podświetlenia jasnym światłem (jako opcja, w pełni regulowana deska rozdzielcza z wyświetlaczem LCD, stanowiącym centrum informacyjne dla kierowcy); Elektrycznie regulowane i podgrzewane lusterka zewnętrzne (lusterko krawężnikowe jako opcja); Elektryczne szyby; Przygotowanie do montażu telefonu komórkowego, radia trunkingowego lub radia CB; Panel sterowania ogrzewaniem i wentylacją kabiny pasażerskiej; przednim ogrzewaniem; Radio i magnetofon kasetowy, Sterowanie klimatyzacją, preselekcją skrzyni biegów i hamulcem postojowym. Przygotowanie pod kasę biletową z ramieniem podtrzymującym (jako opcja) |
| Fotele                | Fotel Isringhausen z trzypunktowym pasem bezpieczeństwa. | Fotel Isringhausen z trzypunktowym pasem bezpieczeństwa. | Fotel Isringhausen z trzypunktowym pasem bezpieczeństwa. |
| Przestrzeń pasażerska | Duże, przezroczyste lub przyciemniane szyby boczne; Oświetlenie sufitowe trzema lub czterema lampami sufitowymi; Panele boczne ścienne zmywalne lub wykonane z filcu igłowego w nowoczesnych kolorach; Prawe rzędy między drzwiami 1 i 2 mogą być wyposażone w sześć lub siedem podwójnych siedzeń. W razie potrzeby dwa podwójne siedzenia naprzeciwko środkowych drzwi można łatwo zdemontować wraz z platformami, tworząc miejsce na wózek dziecięcy, inwalidzki lub dodatkowe miejsce stojące. | Duże, przezroczyste lub przyciemniane szyby boczne; Oświetlenie sufitowe trzema lub czterema lampami sufitowymi; Panele boczne ścienne zmywalne lub wykonane z filcu igłowego w nowoczesnych kolorach; Prawe rzędy między drzwiami 1 i 2 mogą być wyposażone w sześć lub siedem podwójnych siedzeń. W razie potrzeby dwa podwójne siedzenia naprzeciwko środkowych drzwi można łatwo zdemontować wraz z platformami, tworząc miejsce na wózek dziecięcy, inwalidzki lub dodatkowe miejsce stojące. | Całkowicie płaska podłoga; Anatomicznie wyprofilowane fotele, których oparcia można ustawić w pozycji do spania; Składane podłokietniki (opcjonalnie - podnóżki i składane stoliki); Pokrowce na siedzenia w modnych kolorach i wzorach; Przygotowanie do montażu lodówki, kuchenki oraz toalety; Nawiewy sufitowe i lampki do czytania; Integracja przycisku serwisowego i gniazda słuchawkowego z przyciskami sterującymi systemem hi-fi (jako opcja); Schowki bagażowe; Zasłony lub rolety na podwójnie przeszklonych, przyciemnianych szybach bocznych |
| Klimatyzacja          | Dwa wydajne wentylatory w tylnej części dachu; Dwa okna dachowe; Trzy boczne grzejniki ścienne; OczywiścieAutomatyczna regulacja klimatyzacji; Klimatyzacja (jako opcja) zamontowana w tylnej części dachu; Duże otwory wylotowe; Opcjonalny panel sufitowy znany z modelu Lion's Star z indywidualnie regulowanymi nawiewnikami. Przedział pasażerski wyposażony w osobne przednie ogrzewanie, które pełni funkcję wentylacji, ogrzewania, a w razie potrzeby także klimatyzacji. | Dwa wydajne wentylatory w tylnej części dachu; Dwa okna dachowe; Trzy boczne grzejniki ścienne; OczywiścieAutomatyczna regulacja klimatyzacji; Klimatyzacja (jako opcja) zamontowana w tylnej części dachu; Duże otwory wylotowe; Opcjonalny panel sufitowy znany z modelu Lion's Star z indywidualnie regulowanymi nawiewnikami. Przedział pasażerski wyposażony w osobne przednie ogrzewanie, które pełni funkcję wentylacji, ogrzewania, a w razie potrzeby także klimatyzacji. | Przedni klimatyzator; System ochrony przed smogiem (jako opcja); Cztery ogrzewacze podłogowe z systemem sterowania MANtronic utrzymujące żądaną temperaturę we wnętrzu; Klimatyzacja dachowa (jako opcja) |
| Zawieszenie           | Zawieszenie pneumatyczne, z miechami pneumatycznymi wysuniętymi daleko na zewnątrz i szerokim rozstawem amortyzatorów; Elektroniczny system sterowania zawieszeniem pneumatycznym (ECAS) (jako opcja) wyposażony w układ podnoszenia i opuszczania pojazdu. Sterowanie odbywa się elektronicznie z fotela kierowcy. | Zawieszenie pneumatyczne, z miechami pneumatycznymi wysuniętymi daleko na zewnątrz i szerokim rozstawem amortyzatorów; Elektroniczny system sterowania zawieszeniem pneumatycznym (ECAS) (jako opcja) wyposażony w układ podnoszenia i opuszczania pojazdu. Sterowanie odbywa się elektronicznie z fotela kierowcy. | Zawieszenie pneumatyczne, z miechami pneumatycznymi wysuniętymi daleko na zewnątrz i szerokim rozstawem amortyzatorów; Elektroniczny system sterowania zawieszeniem pneumatycznym (ECAS) (jako opcja) wyposażony w układ podnoszenia i opuszczania pojazdu. Sterowanie odbywa się elektronicznie z fotela kierowcy. |
| Hamulce               | Pneumatyczne, wentylowane od wewnątrz, hamulce tarczowe na obu osiach. w zależności od wersji silnika - standardowym wyposażeniem są retarder ZF/intarder ZF/retarder Voith/hamulce Telma ABS; System kontroli poślizgu kół (ASR) (jako opcja) | Pneumatyczne, wentylowane od wewnątrz, hamulce tarczowe na obu osiach. w zależności od wersji silnika - standardowym wyposażeniem są retarder ZF/intarder ZF/retarder Voith/hamulce Telma ABS; System kontroli poślizgu kół (ASR) (jako opcja) | Pneumatyczne, wentylowane od wewnątrz, hamulce tarczowe na obu osiach. w zależności od wersji silnika - standardowym wyposażeniem są retarder ZF/intarder ZF/retarder Voith/hamulce Telma ABS; System kontroli poślizgu kół (ASR) (jako opcja) |
| Bagażnik              | 6 m³ | 6,5 m³ | 7 m³ |
| Wyposażenie           | Przygotowanie tyłu pojazdu pod montaż stelaża na narty; Spełnianie norm poziomu hałasu zgodnie z dyrektywą 84/424 EWG; Układ napędowy i podwozie spełniają najwyższe wymagania, a nadwozie spełnia europejską normę bezpieczeństwa ECE R66. | Przygotowanie tyłu pojazdu pod montaż stelaża na narty; Spełnianie norm poziomu hałasu zgodnie z dyrektywą 84/424 EWG; Układ napędowy i podwozie spełniają najwyższe wymagania, a nadwozie spełnia europejską normę bezpieczeństwa ECE R66. | Przygotowanie tyłu pojazdu pod montaż stelaża na narty; Spełnianie norm poziomu hałasu zgodnie z dyrektywą 84/424 EWG; Układ napędowy i podwozie spełniają najwyższe wymagania, a nadwozie spełnia europejską normę bezpieczeństwa ECE R66. |
| Osie                  | Przód: Oś z podwójnymi wahaczami poprzecznymi i niezależnym zawieszeniem kół Tył: Oś hipoidalną o niskim tarciu, która jest prowadzona przez wahacze wleczone i oddzielny wahacz poprzeczny | Przód: Oś z podwójnymi wahaczami poprzecznymi i niezależnym zawieszeniem kół Tył: Oś hipoidalną o niskim tarciu, która jest prowadzona przez wahacze wleczone i oddzielny wahacz poprzeczny | Przód: Oś z podwójnymi wahaczami poprzecznymi i niezależnym zawieszeniem kół Tył: Oś hipoidalną o niskim tarciu, która jest prowadzona przez wahacze wleczone i oddzielny wahacz poprzeczny |

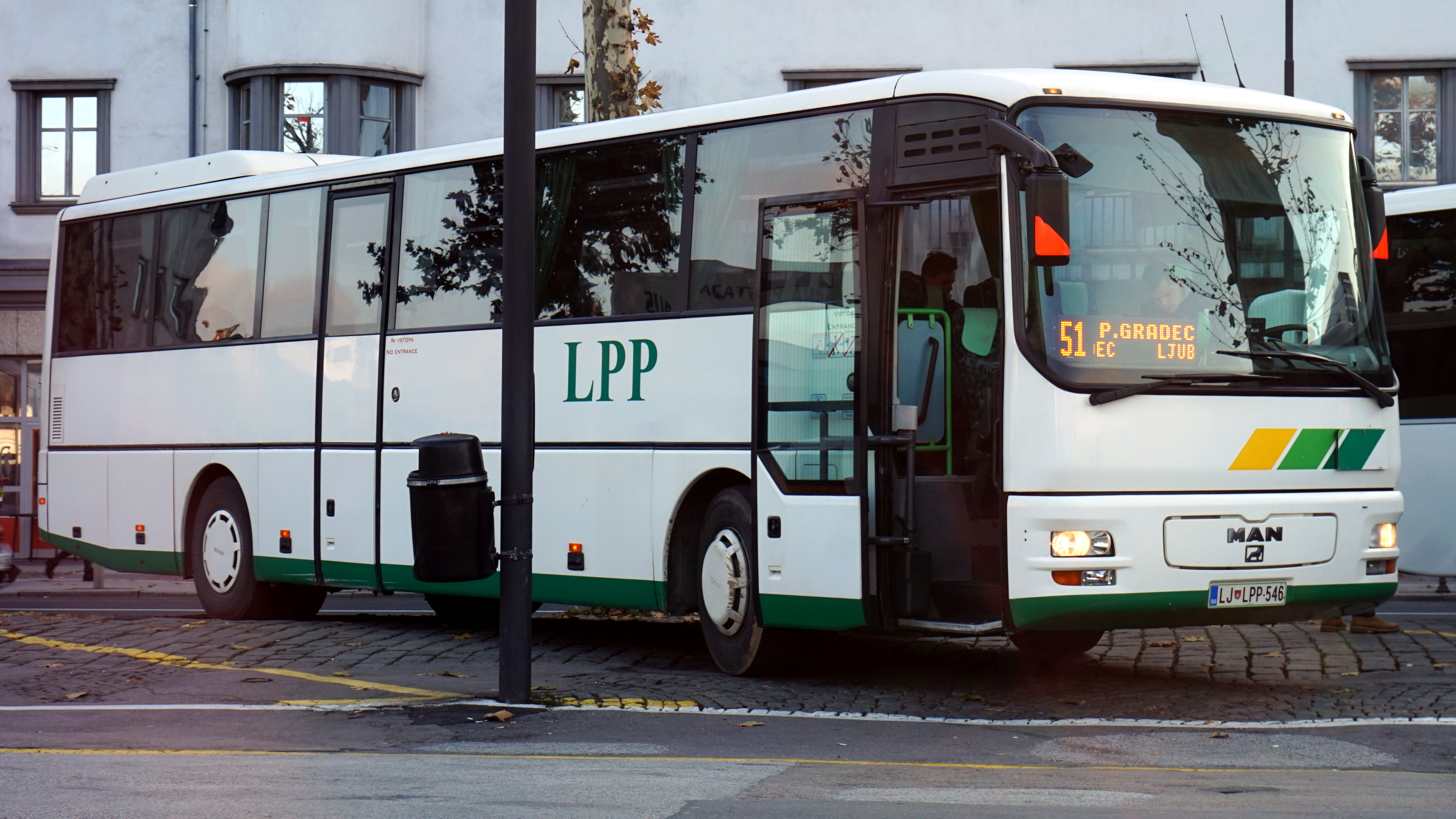
MAN ÜL xx3 po modernizacji